# 加西インターカントリークラブ
加西インターカントリークラブ（かさいインターカントリークラブ）は、 兵庫県加西市中富町にあるゴルフ場である。

## 概要
1967年（昭和42年）、兵庫県河西郡泉町には、法道仙人ゆかりの一乗寺や五百羅漢の羅漢寺などの名所旧跡はあるが、これといった産業がなかった。泉町長・内藤節治は、町営ゴルフ場の計画を提案し、ゴルフ場用地に標高180メートルの愛宕山を中心にした37万坪の買収を進めた。ところが、1967年（昭和42年）、北條、泉、加西の3町合併の市政昇格が決まり加西市となり、町営ゴルフ場の計画は停止されてしまった。
この町営ゴルフ場を引き継いだのが、兵庫県の「有馬カンツリー倶楽部」（1960年（昭和35年）開場、設計・保田与天）の支配人・藤井邦彦だった。コース設計は、原設計を藤井邦彦が作成し、その仕上げを西の巨匠といわれ始めた上田治に依頼した。上田は戦前から「廣野ゴルフ倶楽部」（1932年（昭和7年）開場、設計・C・H・アリソン）で育ち、廣野ゴルフ倶楽部の分家といわれた「小野ゴルフ倶楽部」（1961年（昭和36年）開場、設計・上田治）を設計して評判だった。
1968年（昭和43年）9月21日、18ホール、6,589ヤード、パー72規模のゴルフ場「山陽カンツリー倶楽部」が完成し、開場された。アウトコースはフラットでフェアウェイの広い伸び伸びとしたコースで、インコースは愛宕山を中心に裾野を廻る戦略性を伴うコースで、アウトとインは対照的な設計になっている。山陽カンツリー倶楽部は、小野ゴルフ倶楽部と幾つかの共通点があり、距離的にも近く地形も似ている。
1995年（平成7年）、阪神淡路大震災後、民事再生法を申請し、その後、経営母体「鶴栄リゾートグループ」に継承された。その後、2001年（平成13年）12月、所有会社が民事再生法を申請し、経営譲渡に伴って、山陽カンツリー倶楽部から「加西インターカントリークラブ」に名称変更された。2003年（平成15年）7月、グリーンメンバーズの今本陽三と会員有志が出資してクラブが継承された。  

## 所在地
〒675-2442 兵庫県加西市中富町1668番地

## コース情報
- 開場日 - 1968年9月21日
- 設計者 - 藤井 邦彦、上田 治
- 面積 - 1,250,000m2（約37.8万坪）
- コースタイプ - 丘陵コース
- コース - 18ホールズ、パー72、6,842ヤード、コースレート74.0
- フェアウェー - コウライ
- ラフ - ノシバ
- グリーン - 1グリーン、ベント
- ハザード - キャディ・セルフ選択可、乗用カート使用、1組4人が原則、状況によりツーサム可
- 練習場 - 20打席150ヤード
- 休場日 - 第1火曜日、12月31日、1月1日[3][4]

## クラブ情報
- ハウス面積 - 3,424m2（1,035.7坪）
- ハウス設計 - 株式会社 大林組
- ハウス施工 - 株式会社 大林組[3][4]

## ギャラリー
- コース - 「加西インターカントリークラブ」、コース、2021年4月14日閲覧
- ハウス - 「加西インターカントリークラブ」、クラブハウス、2021年4月14日閲覧

## 交通アクセス
- 鉄道 - 山陽本線（JR西日本） - 加古川駅より タクシー利用約30分
- 道路 - 中国自動車道 - 加西ICより 1km[5]

## 関連文献
- 『ゴルフ場ガイド 西版』、2006-2007、「加西インターカントリークラブ」、東京 ゴルフダイジェスト社、2006年5月、2021年4月14日閲覧
- 『美しい日本のゴルフコース BEAUTIFUL GOLF CULTURE IN JAPAN 日本のゴルフ110年記念 ゴルフは日本の新しい伝統文化である』、ゴルフダイジェスト社「美しい日本のゴルフコース」編纂委員会編、「町営ゴルフ場として計画されたが3町合併で民間企業へ継承」、東京 ゴルフダイジェスト社、2013年12月、2021年4月14日閲覧